# Ferrolyse
Ferrolyse bezeichnet in der Bodenkunde die Verdrängung sorbierter Kationen durch Fe(II)-Ionen unter reduzierenden Bedingungen sowie einer Tonzerstörung durch H-Ionen, die bei der erneuten Oxidation des Eisens entstehen.
Bei Reisböden, die häufig wechselnden Redoxverhältnissen ausgesetzt sind, soll Ferrolyse die Ursache tonarmer Oberböden sein, worüber aber auch andere Auffassungen bestehen. In deutschen Böden wurde eine Silikatverwitterung durch zeitweiligen Wasserstau eher verzögert.